# كاسبر زيك
كاسبر زيك هو لاعب كرة قدم بولندي، ولد في 12 مايو 2002 في جيشن في بولندا.